# Patricia Naranjo
Patricia Naranjo Parra (Quito, Ecuador; 1954 - Ibíd.; 10 de abril de 2020) fue una actriz ecuatoriana de teatro, televisión y cine, conocida por sus amigos como Paty.

## Primeros años
Nació en Quito, Ecuador, de padre ecuatoriano y madre mexicana, fue la última de siete hermanos y su madre antes de conocer a su padre, quien la trajo a vivir a Ecuador, era actriz de radionovelas en México y estaba por estrenarse como actriz en el cine.

## Teatro
En 1979, Patricia Naranjo se vinculó a la escuela de teatro, luego que viera a su hermano Diego en una obra que presentó al público como examen de sus clases en la Escuela de Teatro de la Universidad Central del Ecuador. Al poco tiempo compartió escenario con su hermano Diego Naranjo, luego que la directora argentina María Escudero los llamara para ser parte de la obra En la diestra de Dios Padre de Enrique Buenaventura, que dirigió con Ilonka Vargas, cuando Paty y Diego aún eran estudiantes del Taller de Teatro Latinoamericano, donde Paty interpretó a una mojiganga, actuando junto con Elena Torres, Lucho Campaña, Pepe Vacas, Ilonka Vargas y Jorge Guerra. Luego conformaron el grupo Saltamontes, con el que hicieron teatro infantil y recorrieron el país, viajando en bus a todos los pueblos y escuelas que podían.
Junto a la actriz Roxana Iturralde, actuó en las obras Adiós Siglo veinte del escritor ecuatoriano Abdón Ubidia y Orquídeas a la luz de la luna, un texto corto del escritor mexicano Carlos Fuentes, donde Paty interpretó a la diva mexicana Dolores del Río y Roxana a María Félix.
Fue parte de la obra La Casa de Bernarda Alba de Santiago Carcelén y las obras infantiles, La verdadera historia de Tarzán y La mayonesa se bate en retirada.
Como parte del grupo Saltamontes, recorrió gran parte del país en un proyecto de alfabetización con el presidente Jaime Roldós.
Fue parte de la obra No hay ladrón que por bien no venga, de Darío Fo y dirigida por Pepe Vacas.
Junto a la actriz Patricia Loor realizó distintas obras de teatro y fueron parte de una temporada de Microteatro UIO meses antes de su fallecimiento.

## Televisión
Fue parte de la telenovela de los años noventa, El Ángel de Piedra, donde interpretó al personaje de Leocadia, guardiana, maestra y mejor amiga de Mateo Santini, interpretado por Christian Norris, además de compartir con Rossana Iturralde y Carlos Clonares en el elenco. También fue parte de la serie cómica Dejémonos de vainas, en la que interpretó el papel de la tía Charo, junto a Marco Ponce, Mabel Cabrera, Santiago Naranjo, entre otros.
También fue parte de varios capítulos de las producciones de Pasado y confeso de Ecuavisa y de Historias personales de Teleamazonas.

## Cine
Con Jorge Vivanco, hicieron la película Takimán, en la cual también participó su hermano Diego y su esposa, su hermana Alicia, su mamá, Alejandro Velasco, Eduardo Madriñan, entre otros actores.
Interpretó al personaje de María Gracia, una de las tres católicas, en la película Prometeo deportado, del director Fernando Mieles, estrenada en 2010, junto a la actriz Juana Guarderas, con la que se trasladó a vivir tres meses en Guayaquil durante el rodaje. Según su hermano Diego Naranjo, esa fue la última película en la que colaboró, después de eso tuvo varios papeles en distintos cortometrajes.

## Vida privada
Era muy entregada al cuidado de sus hijos y solo intervenía en las obras de teatro si no interfería en el cuidado de ellos. Uno de sus hijos es el cantante Sebastián García. Su hermano le decía que era La Mama Chiquita, por ser la menor de todos los hermanos.

## Fallecimiento
En 2018 le fue diagnosticado un cáncer de tipo 4, que hizo metástasis en sus huesos e hígado, además de generarle un derrame pleural que complicó su capacidad respiratoria, falleciendo el 10 de abril de 2020 en Quito, Ecuador, durante la emergencia sanitaria que vive el mundo debido a la pandemia de enfermedad por coronavirus, a la edad de 64 años.